# Сахарина японская
Сахарина японская (лат. Saccharina japonica) — морской вид вид бурых водорослей из рода Сахарина (Saccharina), который широко культивируется на веревках между морями Китая, Японии и Кореи. В России известна под обиходным названием морская капуста и под устаревшим названием ламинария японская, так как вид ранее относился к роду Ламинария (Laminaria).
Широко употребляют в пищу в Восточной Азии. S. japonica, коммерчески важный вид, также называется ма-конбу (真昆布) на японском языке, дасима (다시마) на корейском языке и hǎidài (海带) на китайском языке. Большие урожаи получают простым способом выращивания на плавучих верёвках в океане.
Вид культивируется в Китае, Японии, Корее, России и Франции. Это один из двух наиболее потребляемых видов комбу в Китае и Японии. Сахарина японская также используется для производства альгинатов, при этом Китай производит до десяти тысяч тонн продукта каждый год.
Чрезмерное потребление S. japonica подавляет функцию щитовидной железы.

## Ареал
В северной половине Японского моря — от побережья КНДР и северной части острова Хонсю до 50° с. ш., а также у южного и юго-восточного берега Сахалина и у южных Курильских островов.

## Номенклатура
Водоросль сахарина японская, как и остальные ламинариевые, формально не является растением, а является хромистом.
Вид был переведен в род Saccharina в 2006 г. Три синонима названия этого вида: Laminaria japonica (JE Areschoug 1851), его разновидность Laminaria japonica var. ochotensis (Miyabe & Okamura, 1936) и Laminaria ochotensis (Miyabe, 1902).

## Выращивание
Хотя более 90 % японского комбу выращивается в основном на Хоккайдо, с развитием технологии выращивания производство также можно найти к югу от Внутреннего моря Сето[прояснить].

## Кулинарное использование

### Китай

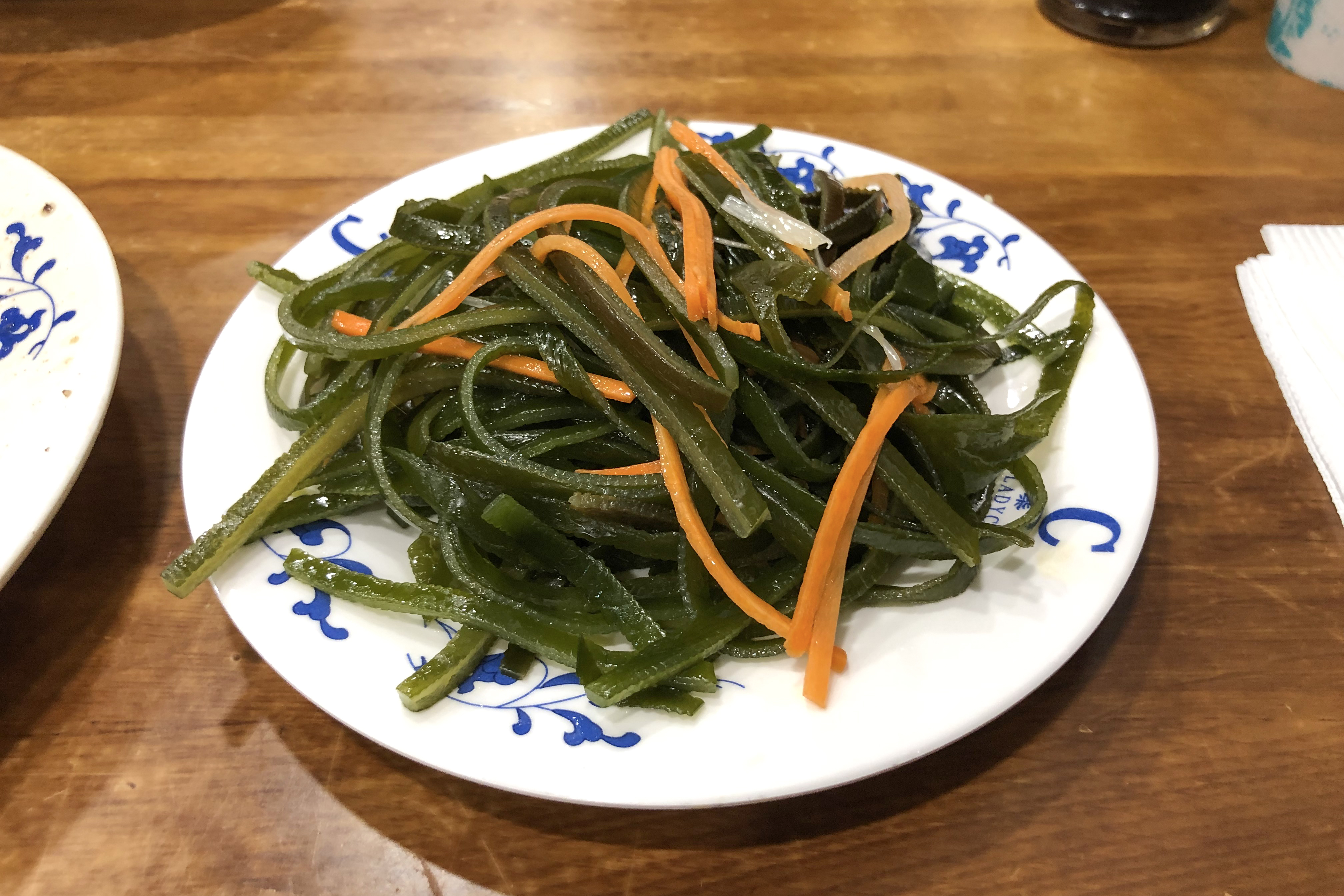
Холодная закуска из сахарины японской в ресторане Пекина, Китай

В китайской кухне нарезанные водоросли — обычная закуска, которую часто употребляют с алкоголем.

### Корея
В корейской кухне дасима используется для приготовления бульона, обжаривается во фритюре в виде бугака или твигака (картофель фри с покрытием и без покрытия), маринуется в соевом соусе как джангаджи и употребляется в сыром виде в качестве морского овоща для ссам (обертывания).
Его также используют для приготовления дасима-ча (чая из водорослей).
Cheonsa-chae (лапша из ламинарии) производится из альгиновой кислоты дасима.
Один из видов лапши быстрого приготовления Нонгшим, оригинальная корейская версия Неогури, содержит один (или редко больше) большой кусок дасима в каждой упаковке. Odongtong Myon, копия Neoguri от Ottogi, также имеет большой кусок дасимы в каждой упаковке — Ottogi использует 2 дасима с 2020 года

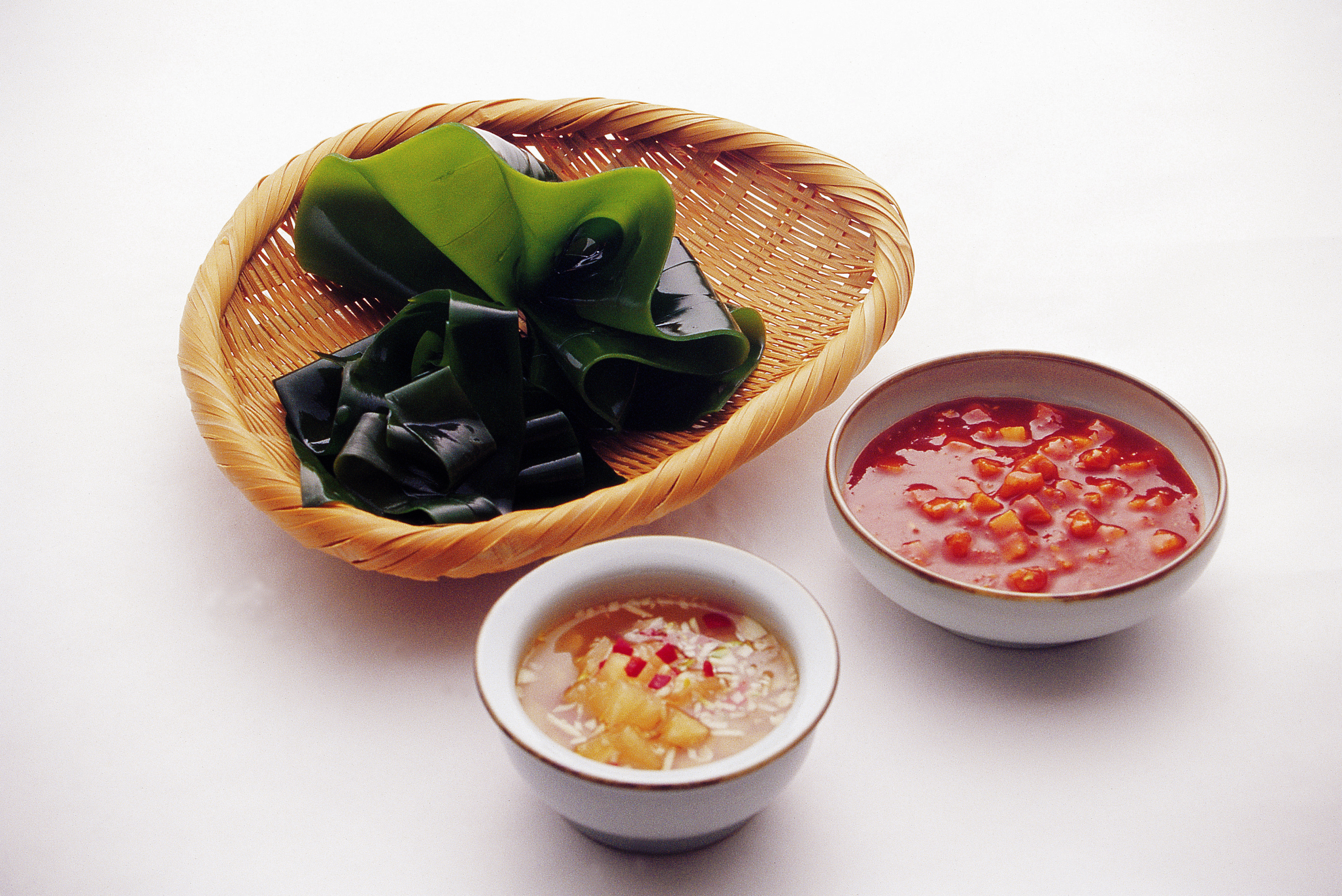
Сырая дасима подается как овощ ссам с соусами для окунания
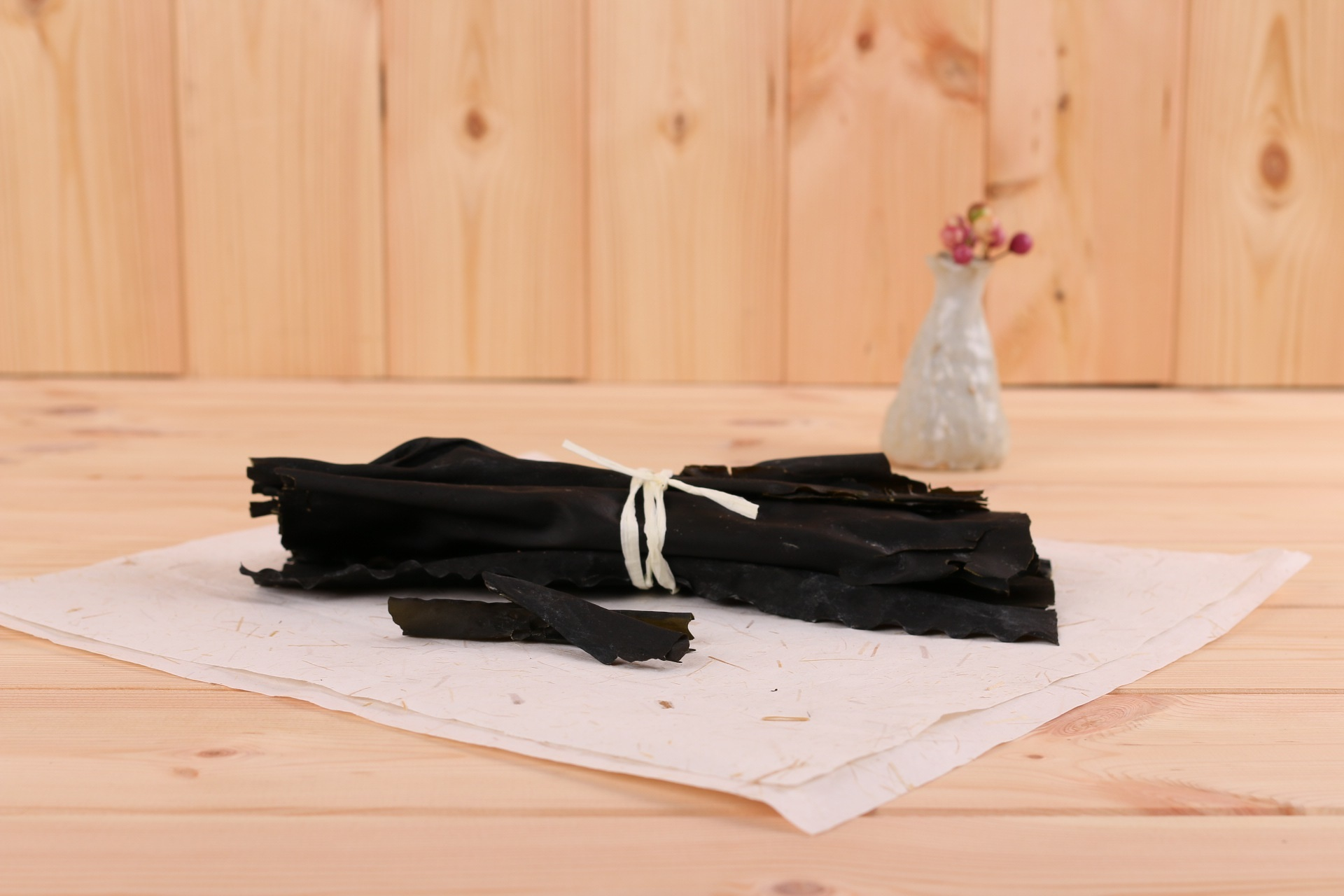
Дасима сушеная для бульона
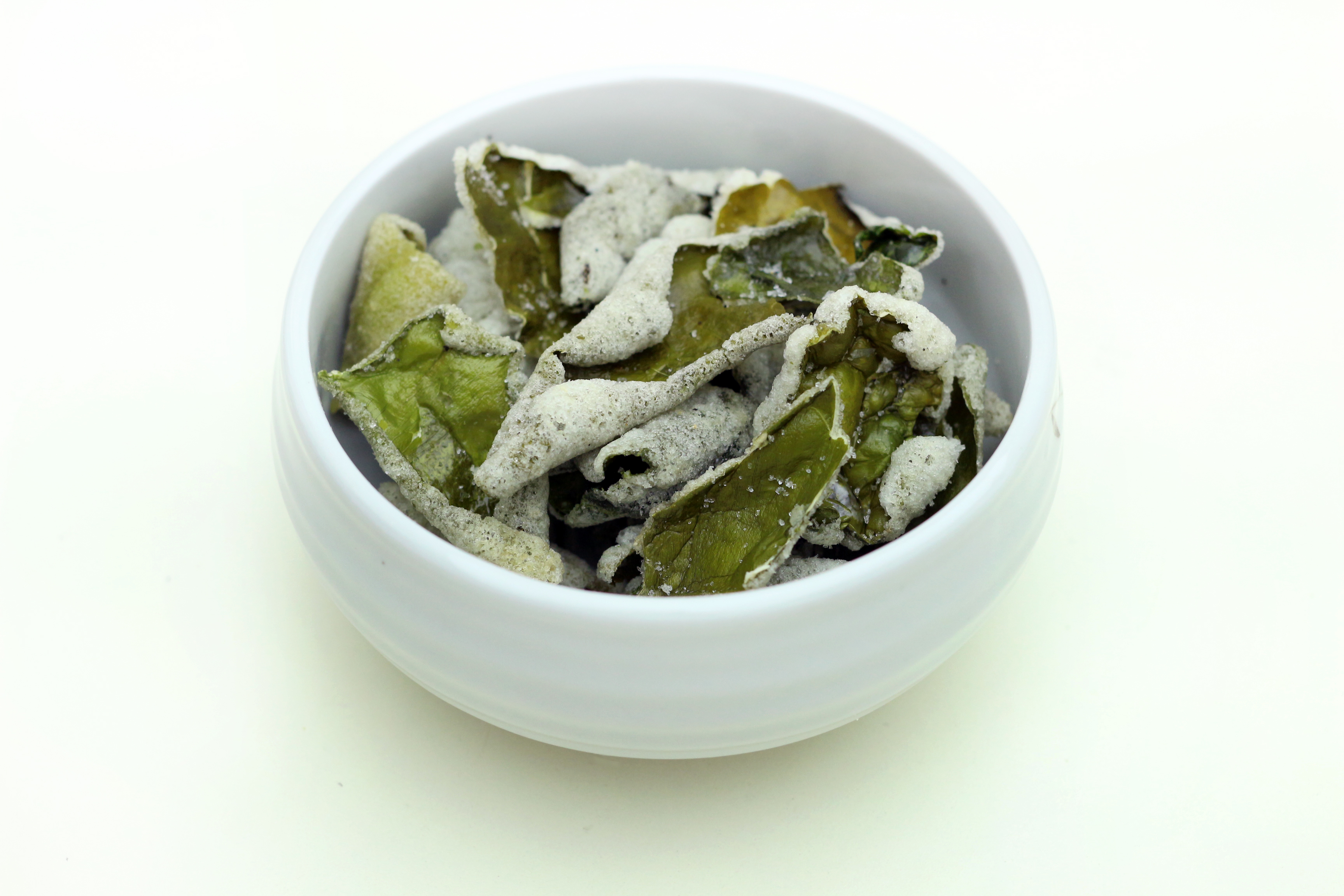
Дасима-бугак (закуска из водорослей во фритюре)